# Order Zasługi (Paragwaj)
Order Narodowy Zasługi (hiszp. Orden Nacional al Mérito) – paragwajskie odznaczenie państwowe ustanowione 8 kwietnia 1865 przez prezydenta Francisco Solano Lópeza i nadawane za zasługi dla Paragwaju. W 1867 do orderu dopuszczono kobiety.
Order podzielono początkowo na pięć klas, a w 1956 dodano dwie najwyższe tworząc podział siedmioklasowy:
- I klasa – Łańcuch (Collar), zw. Łańcuch Marszałka Francisco Solano Lópeza (Collar Mariscal Francisco Solano López), z jego nazwiskiem i portretem wewnątrz odznaki łańcucha;
- II klasa – Krzyż Wielki Nadzwyczajny (Gran Cruz Extraordinaria);
- III klasa – Krzyż Wielki (Gran Cruz);
- IV klasa – Wielki Oficer (Gran Oficial);
- V klasa – Komandor (Comendador);
- VI klasa – Oficer (Oficial);
- VII klasa – Kawaler (Caballero).